# Anurogryllus fuscus
Anurogryllus fuscus är en insektsart som beskrevs av Andrew Nelson Caudell 1913. Anurogryllus fuscus ingår i släktet Anurogryllus och familjen syrsor. Inga underarter finns listade i Catalogue of Life.